# グレゴリー・ビール
G.K. ビールことグレゴリー・ビール（Gregory Beale、1949年 - ) は、ダラス出身のキリスト教の学者、ホイートン大学の新約聖書のケネス・ウェッスナー教授である。彼は、ウェストミンスター神学校の客員教授である。そして、2010年の新約と聖書神学の常任教授として参加する予定である。彼は、現代聖書解釈学の顕著な貢献をした。特に、新約聖書の中の旧約聖書の用法という分野で。彼の黙示録の注解はもっとも有益な書のひとつとしてみなされている。